# Susan Carter (squash)
Pour les articles homonymes, voir Susan Carter et Carter.
Susan Carter, connue aussi sous le nom de Sue Hillier, née le 17 mai 1963 est une joueuse professionnelle de squash représentant l'Australie.

## Biographie
Elle participe à trois championnats du monde individuels, atteignant le 3e tour lors de l'édition 1990.